# African Safari Airways
African Safari Airways is een Keniaanse chartermaatschappij die voor de African Safari Club AG uit Zwitserland chartervluchten uitvoert vanaf West-Europese steden naar Mombassa.

## Geschiedenis
African Safari Airlines is opgericht in 1967 door de staf van Globe Air uit Zwitserland. Vanaf 1971 werden alle activiteiten tijdelijk gestaakt. Na een reorganisatie in 2000 worden chartervluchten uitgevoerd voor African Safari Club AG.

## Vloot
De vloot van African Safari Airways bestaat uit (juni 2007):
- 1 Airbus A310